# Fristaten Braunschweig
Fristaten Braunschweig (tysk: Freistaat Braunschweig) var en tysk stat i Weimarrepublikken (1918–1933), en periode i mellemkrigstiden, da Tyskland havde en skvag demokratisk forfatning og var organiseret som en forbundsstat. Fristaten opstod i 1918 kølvandet på novemberrevolutionen, og var efterfølgeren til hertugdømmet Braunschweig. Den ophørte de facto med at eksistere i 1933 under nationalsocialismens magtovertagelse, men eksisterede formelt indtil slutningen af 2. verdenskrig i 1945.
Det meste af Fristaten Braunschweig var beliggende indenfor den preussiske provins Hannover, og grænsede mod denne i næsten alle retninger. Enkelte dele befandt sig også inden for provinsen Sachsen.
I 1945 blev det meste af Fristaten Braunschweig indlemmet i Niedersachsen. Enkelte østlige dele blev slået sammen med  Fristaten Anhalt, provinsen Sachsen, og byen Allstedt til den nye og udvidede provins Sachsen (fra 1947 Sachsen-Anhalt). 
Dele af det geografiske område for den tidligere statsdannelse inden for Niedersachsen eksisterede frem til 1974 under navnet Landkreis Braunschweig.
I 1933 havde Fristaten Braunschweig et areal på 3.690 km2 og en befolkning på 512.989 indbyggere. 